# جایزه گریس موری هاپر
جایزه گریس موری هاپر (انگلیسی: Grace Murray Hopper Award)؛ (به افتخار پیشگام کامپیوتر دریابان گریس هاپر) توسط انجمن ماشین‌های حسابگر (ACM) از سال ۱۹۷۱ میلادی اعطا شده است.
جایزه به متخصص کامپیوتری داده می‌شود که در ساختن یک مقولهٔ فنی مشخص یا همکاری در ارائهٔ سرویس در یا قبل از سن ۳۵ سالگی نقش داشته باشد.

## برخی از دریافت‌کنندگان
- ۱۹۷۱ دانلد کنوت
- ۱۹۷۷ برنده‌ای نداشت
- ۱۹۷۸ ری کرزویل
- ۱۹۷۹ استیو وازنیک
- ۱۹۸۰ رابرت متکالف
- ۱۹۸۳ برنده‌ای نداشت
- ۱۹۸۶ بیل جوی
- ۱۹۸۹ دانیل هیلیس
- ۱۹۹۰ ریچارد استالمن[۱]
- ۱۹۹۲ برنده‌ای نداشت
- ۱۹۹۳ بی‌یارنه استراس‌تروپ
- ۱۹۹۴–۱۹۹۵ برنده‌ای نداشت
- ۱۹۹۶ شفیع گولدواسر
- ۱۹۹۷–۱۹۹۸ برنده‌ای نداشت